# Phoradendron aequatoris
Phoradendron aequatoris är en sandelträdsväxtart som beskrevs av Ignatz Urban.
Phoradendron aequatoris ingår i släktet Phoradendron och familjen sandelträdsväxter. Inga underarter finns listade i Catalogue of Life.